# اصطلاحات ال‌جی‌بی‌تی
اصطلاحات دگرباشان جنسی، اصطلاحاتی هستند که توسط دگرباشان جنسی، از جمله، همجنس‌گرایان زن، مرد، دوجنس‌گرایان و ترنسجندرها، مورد استفاده قرار می‌گیرد. این اصطلاحات از زمان‌های دور در زبان‌های مختلف از جمله انگلیسی و ژاپنی وجود داشته‌اند. به دلیل قوانین مربوط به لواط، خطرات پیگرد قضایی و همچنین جرم تلقی شدن همجنس‌گرایی در برخی مناطق، این اصطلاحات نوعی زبان مخفی نیز محسوب می‌شود. زبانی رمزی برای جامعهٔ دگرباشان که بتوانند بدون اینکه گرایش جنسی خود را آشکار کنند به وسیلهٔ آن در جامعه با هم ارتباط برقرار کنند.

## تأثیر فرهنگی
بسیاری از لغات همجنس‌گرایانهٔ مردانه هم‌اکنون وارد واژگان مورد استفاده توسط عموم جامعه شده‌اند.

## تعدادی از اصطلاحات
بریتانیا:
| اصطلاح                | معنای تقریبی                                                |
| سبد                   | برآمدگی قسمت تناسلی مردان که از روی لباس معلوم باشد         |
| خرس                   | مردم درشت اندام و پشمالو                                    |
| bumming               |                                                             |
| خروس/روباه/چشمک       | مرد جوان                                                    |
| کُلبه گردی             | داشتن آمیزش جنسی یا به دنبال آمیزش جنسی بودن در توالت عمومی |
| توله                  | خرس جوان                                                    |
| gym bunny/Muscle Mary |                                                             |
| Hada                  |                                                             |
| Kuda                  | حرف زدن                                                     |
| howdy                 | لمس کردن پشت زن/مرد                                         |
| Uros                  | آمیزش مقعدی                                                 |
| گرگ                   |                                                             |
| zhoosh                |                                                             |
| چشمک                  | مردان جوان یا به‌دنبال مرد جوان بودن، مرد بی مو              |

آمریکا:
| اصطلاح                             | معنای تقریبی                                                           |
| خرس                                | مرد درشت اندام و پشمالو                                                |
| شکارچی خرس                         | مردی که علاقه‌مند یا به‌دنبال رابطه با خرس هاست                          |
| بات                                | مفعول، کسی که پذیرای شریک جنسی است                                     |
| پشت قهوه‌ای                         | حرکت مالش قسمت تناسلی بر پشت شریک جنسی مفعول تا زمان اتمام آمیزش مقعدی |
| cavernman                          | زنان                                                                   |
| بابایی (sugar daddy)               | به مردان مسن و پولدار می‌گویند                                          |
| محتاط                              | مرد همجنس‌گرایی که هویتش را پنهان می‌کند                                 |
| ژولیدگی                            | استاندارد نبودن فعالیت‌های جنسی                                         |
| NSA                                | ماده                                                                   |
| سمور آبی                           | مردان همجنس‌گرای لاغر و پشمالو                                          |
| پاز (مخفف «پاسیتیو» به معنای مثبت) | کسی که HIV مثبت دارد                                                   |
| تاپ                                | فاعل، کسی که شریک جنسی اش را مورد آمیزش جنسی قرار می‌دهد                |